# Lhota (Lužany)
Lhota (Lhota u Lužan je malá vesnice nalézající se asi 0,5 km severně od Lužan. V roce 2011 se zde nalézalo 10 domů a trvale zde žilo 14 obyvatel.
Lhota u Lužan je vedena jako ZSJ Lužan a leží v katastrálním území Lužany nad Trotinou o výměře 336 ha.